# Kruków (Basse-Silésie)
Pour les articles homonymes, voir Kruków.
Kruków est une localité polonaise de la gmina de Żarów, située dans le powiat de Świdnica en voïvodie de Basse-Silésie.